# Panteras Negras (banda)
Panteras Negras es un grupo chileno de rap y hip hop, reconocido como uno de los primeros exponentes del género en el país. Se formó en 1988 originalmente por los MC Eduardo "LB-1" o "Lalo" Meneses, Daniel "Chino Mákina" Fernández, Sergio "Duro" Fernández, Antonio "Juez" Palacios, Cristian "Pita" Sánchez y Ronny "DJ Rata" Salazar.
Actualmente está conformada por LB-1, Chino Mákina, Juez y DJ Rata.

## Historia

### Formación
El grupo tiene sus orígenes en la población Huamachuco (surgida en 1969 de una toma de terreno denominada Primero de Mayo) en la comuna de Renca, perteneciente a la zona norte de la ciudad Santiago de Chile. En plena dictadura militar y pese a una importante restricción en los medios de comunicación, se difundía por los medios televisivos de la época algunas muestras de la cultura hip hop. Así, programas como Magnetoscopio Musical mostraban el moonwalk de Michael Jackson, la música hip hop y el breakdance, el cual sería la puerta de entrada a la cultura para los integrantes del grupo.Otros medios televisivos de la época influyentes en la constitución del grupo fueron la presentación de los b-boys Mr. Wiggles y Pop Master Fabel en 1984 en el programa Sábado gigante bajo sus apellidos Pabón y Clementey, más adelante, la transmisión en televisión abierta de películas estadounidenses como Beat Street y Breakdance.
En la población Huamachuco se realizaban continuamente competencias de breakdance al ritmo de bandas como Freeez, New Order, y Alex and The City Crew, en las que tenían activa participación Lalo Meneses a través de la agrupación Electric Boys. A través de estas instancias y con su primo Pablo "el Pera" Améstica conoció a Pita, Chino Mákina y Juez, todos vecinos de la población.
Su experiencia en el baile los fue poniendo en contacto con otros b-boys fuera de la población Huamachuco. La calle Bombero Ossa, ubicada en las inmediaciones del Paseo Ahumada en el centro de Santiago, se había constituido en un punto de encuentro habitual para compartir música, hablar sobre hip hop y realizar competencias de breakdance con jóvenes de distintas comunas de la capital.

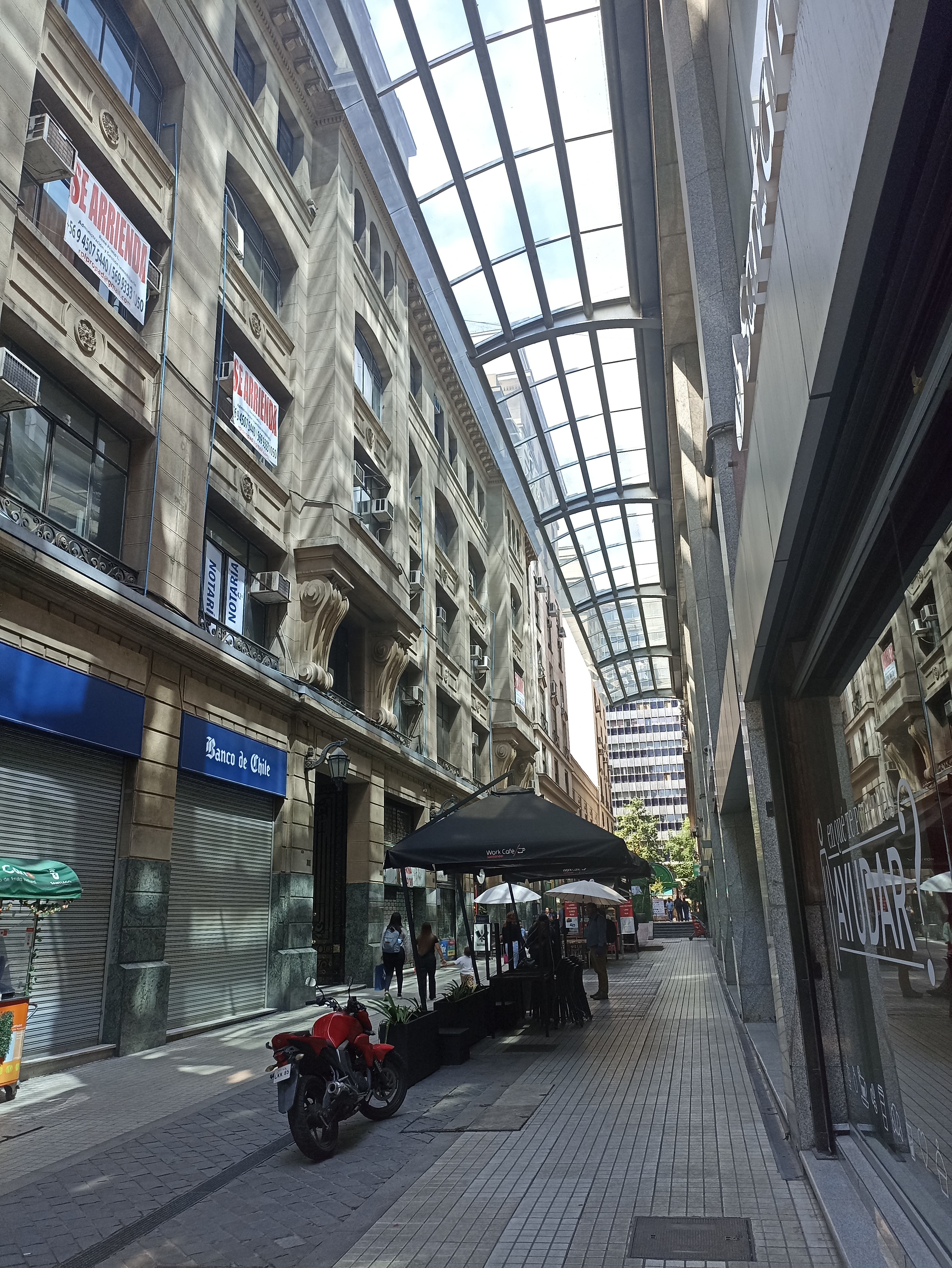
El pasaje Bombero Ossa, frecuentado por los integrantes de Panteras Negras, fue en los años 80 un lugar de reunión habitual para la difusión de la cultura hip hop

En estos encuentros en el centro urbano, hacia mediados de la década de 1980, fueron claves dos figuras: el DJ viñamarino Zamzi (ZMZ) y Jimmy Fernández, quien había vivido en Italia y Panamá antes de llegar al país. El conocimiento e interés de ambos por difundir la cultura hip hop, en el contexto de sus orígenes en la marginalidad y los guetos étnicos, expuso a los futuros integrantes de Panteras Negras y a todos los asistentes a exponentes del género como Afrika Bambaataa, Run-D.M.C., Beastie Boys, LL Cool J, Eric B. & Rakim, Full Force y Public Enemy, así como a artistas de música negra como Planet Patrol y Soul II Soul. Otro de los aportes compartidos que fue importante para la difusión del rap en español fue la canción "La cotorra criolla" del artista venezolano Perucho Conde.
La inserción en la cultura hip hop del grupo de amigos autodenominado “los breakin de la Huama” fue sumando a otros miembros como Kalkin y Gudy, provenientes de la Villa Salvador, y empezando a experimentar con beats y samples. Por otro lado, el clima de agitación social en el país previo al plebiscito los llevó a participar activamente en actos, peñas, ollas comunes y protestas contra la dictadura de Augusto Pinochet en la población. En 1988, el grupo tiene la primera oportunidad de mostrar la cultura hip hop a un público más amplio a través de su participación en el documental "Estrellas en la Esquina" del noticiero clandestino Teleanálisis.La banda sonora del cortometraje incluyó, además de música hip hop, un tema interpretado por Lalo en las letras y Chino Mákina en el beatbox, así como también canciones del grupo chileno De Kiruza, que también se constituiría en un referente musical para Panteras Negras.

### Lejos del Centro: el inicio de Panteras Negras en el rap
Tras la grabación del documental "Estrellas en la Esquina", Lalo, Pita, Kalkin y Gudy se interesaron por incursionar en el rap, recogiendo influencias a partir de escuchar y compartir música en cassette. Habría sido Gudy quien propuso bautizar al grupo en formación como Panteras Negras.
El primer demo fue grabado de forma improvisada y artesanal, con 3 radios que reproducían simultáneamente beats de Run-D.M.C., líricas y efectos ambientales grabados de la calle o a partir de cierres de ropa y peinetas. Se incluyeron también ritmos de teclado del grupo Los Marginales.
La primera presentación como grupo se realizó el 14 de diciembre de 1988, en un acto en la población Huamachuco en homenaje a Marcelino Marchandón, un joven que habría asesinado por la CNI en la población. A este acto asistieron también militantes de las Juventudes Comunistas y del MIR. La formación del grupo en el acto incluyó a Lalo como MC, Chino Mákina en el beatbox y Kalkin y Gudy en las tornamesas, con temas de su primer demo como "Gritos de la calle", "Tontos ricachones" y "Desde la basura". La rápida difusión del grupo les permitió participar en diversas actuaciones en vivo en distintos puntos de la ciudad capital. Paralelamente, el grupo fue recibiendo nuevas influencias de la música con De La Soul, Big Daddy Kane, Ice T, 2 Live Crew, entre otros; y del cine con Colors y Haz lo correcto.
En 1989, Pedro Foncea, vocalista de la banda De Kiruza, visitó a los integrantes de Panteras Negras en la población Huamachuco, a quienes conocía tras la grabación del documental "Estrellas en la esquina". Posteriormente, Lalo Meneses fue a visitar a Foncea para mostrarle la maqueta grabada el año anterior. Este habría quedado tan impresionado que, tiempo después, invitó a Panteras Negras a su sala de estudio en el Barrio Bellavista y le regaló a Lalo una caja de ritmos Casio RZ-1, lo que permitiría al grupo su profesionalización en la música.
La maqueta sirvió de base para el primer álbum en cassette de Panteras Negras, Lejos del Centro, bajo el sello Liberación de Galvarino Zenteno,quien era militante del Partido Comunista y dueño de una casetería en Gran Avenida. Él le habría conseguido al grupo un estudio en la calle Luis de Valdivia en el Barrio Lastarria, completándose la grabación en un solo día. Recibió las colaboraciones de Jimmy Fernández y Pedro Foncea. El álbum tuvo amplia difusión mano en mano y fue lanzado en dos eventos distintos en la Sede de la Junta de Vecinos de la población Luis Emilio Recabarren y en la Ex cárcel publica de Santiago. También recibió una reseña positiva de Iván Valenzuela en el suplemento de El Mercurio, Zona de contacto.
El grupo lograría progresivamente contacto con otros artistas y bandas de la música nacional a través de Foncea: Javiera Parra, Ángel Parra, Fulano y Congreso. Paralelamente, fue tomando un mayor interés en combinar música y lucha social.

### Reyes de la Junglay la censura en medios de comunicación masivos
El año 1992, Panteras Negras fue invitado a participar de la Teletón. Sin embargo, desórdenes producidos durante el show y declaraciones por parte de Lalo contra la Teletón le valió al grupo no ser invitados a ningún acto en medios masivos. Las declaraciones contestatarias también fueron negativamente recibidas entre los participantes de un foro de televisión sobre política y juventud en el que estuvo Lalo.
Para la grabación del segundo álbum del grupo, se sumaron nuevos integrantes: el Pera, el Juez como tercer MC, el Duro en teclados y DJ Rata. Es el primer material discográfico publicado bajo el sello Alerce. Grabado en 1993, este álbum se caracteriza por una línea temática asociada a la cárcel, las drogas, la delincuencia, la represión policial y la lucha armada contra el sistema, con líricas que mezclan la jerga carcelaria coa.Destaca también su influencia de los grupos de rap estadounidenses Public Enemy y N.W.A.
La promoción del álbum le valió al grupo, por un lado, giras por las ciudades chilenas de Concepción y Temuco, así como también su aparición en Canal 13 en el programa Sábado gigante mostrando su primer sencillo, “Muevete con fuerza”. Por otro lado, recibieron una crítica negativa en la revista Extravaganza! y algunas estaciones de radio como Carolina comunicaron al sello discográfico la prohibición de tocar algún tema del álbum.

### Atacandocalle, la Coalixión y acusación por injurias
En el año 1994, la fama que había adquirido Panteras Negras atrajo jóvenes interesados por aprender sobre la cultura hip hop, lo que llevó al grupo a generar núcleos de trabajo en Santiago, Valparaíso, Temuco y Concepción, en parte inspirados por la labor social y territorial del partido político estadounidense Panteras Negras y del Frente Patriótico Manuel Rodríguez (FPMR), con el que Lalo simpatizaba.De este modo, se creó La Coalixión, un colectivo de difusión y organización del hip hop en el país, en el que participaron otros exponentes del rap en Chile como Los Inkultos, M-16, Tiro de Gracia, Descendientes de la Calle (DDC), Las Corrosivas, Brocas de la Naquis, Los Pirañas y algunos de los integrantes de Legua York, entre otros. También contó con participación continua de Pedro Foncea. Sin embargo, el vínculo político de Panteras Negras, que generó múltiples detenciones e interrogaciones policiales de miembros de La Coalixión, llevó al grupo a disminuir su participación activa.
En 1996, el grupo saca el disco “Atacando Calles” (estilizado como Atacandocalle) bajo el sello Alerce,con Pedro Foncea en la producción y en percusiones y teclados adicionales. La carátula del disco incluía una dedicatoria a dos miembros del FPMR.
Panteras Negras tuvo la oportunidad de tocar en el recital "El sonido de los suburbios", organizado por el sello Alerce y Sony Music en el court central del Estadio Nacional y transmitido por el canal Chilevisión. Uno de los temas interpretados del álbum Reyes de la Jungla, "Guerra en las calles", con una lírica fuertemente crítica de la policía, provocó que Carabineros de Chile, junto con el Consejo de Seguridad Interior del Estado interpusiera ante Lalo una demanda por injurias y calumnias, además de una orden de aprehensión hasta que se dictara sentencia.
Lalo se contactó con la CODEPU, quien dispuso como su abogado a Hugo Gutiérrez. Luego de presentar un recurso de amparo y tras meses de hostigamiento policial, la Corte de apelaciones de Santiago falló a favor del grupo y los cargos fueron absueltos en su totalidad, pese a que se mantuvo la antipatía policial que llevó a la interrupción o suspensión de presentaciones.

### La Ruleta
Durante el transcurso del episodio con Carabineros, la Escuela de Cine de Chile filma un documental que relata parte de la trayectoria personal y musical desde la perspectiva de Lalo y Juez de los Panteras Negras, y de Kike Corrupto de Los Pirañas.
En 1997, Panteras Negras lanza su último disco bajo el sello Alerce: “La Ruleta”, con Lalo y Juez en la producción musical. El álbum incorpora una marcada influencia del G-funk, y tuvo un importante apoyo de Dago Pérez, uno de los fundadores de la banda Gondwana, en las percusiones y en el diseño de la carátula. También contó con la colaboración musical de Pedro Foncea, el rapero Guerrillerokulto, bajo el alias Gran Oculto, Kike Corrupto del grupo Los Pirañas, Ema Pinto de la banda soul Matahari, el grupo M-16, entre otros.Algunos de los temas de La Ruleta aparecieron en las emisoras de radio Zero y Rock & Pop.
Posteriormente, el acercamiento con Nico Landa de la banda Los Auténticos Decadentes tras un recital en Santiago el año 1997 le abrió la posibilidad a Panteras Negras de realizar shows en vivo en Argentina, realizar entrevistas y generar contactos con la escena hip hop de este país.

### Hip-Hop combatiendo: Panteras Negras en la escena internacional
Luego de que Alerce licenciara La Ruleta al sello discográfico Oihuka, surgió la posibilidad para que Panteras Negras hiciera shows en vivo en el País Vasco en España. A través de la gestión de un ex productor de Alerce, Carlos Necochea, tuvieron la oportunidad de conseguir gran parte del financiamiento para el viaje tras componer un rap para la candidatura presidencial de Ricardo Lagos contra Joaquín Lavín.
Una vez en País Vasco, el sello Oihuka pidió material nuevo y combinando nuevas composiciones con reversiones de temas antiguos surgió el álbum Hip-Hop combatiendo, con la colaboración de Jean Phocas en la mezcla (quien contribuyó en este rol también a La Polla Records) y presentándose Lalo como LB-1.El disco es calificado como duro y crudo en su música y sus letras, con fuertes críticas a la religión, la política profesional y al capitalismo.Se contó además con las colaboraciones de La Polla Records y Manu Chao, y el disco fue presentado en Chile a cercanos al grupo el 4 de noviembre de 2000 en Santiago Centro.
En 2001, Panteras Negras junto con varios bailarines de breakdance de todas las comunas de Chile (entre ellos Manuel "Sex Manolex" Cartes, b-boy de Cerro Navia con quien el grupo tenía cercanía y que era uno de los más connotados de las competiciones en Bombero Ossa) tuvieron la oportunidad de recorrer varios países de Europa a través del programa de TVN, El Mirador. Gracias a una invitación hecha a Sex Manolex, el grupo participó del festival “Battle of the Year” en Zúrich, el cual reúne a varios exponentes del hip hop de diferentes países.

### Vanguardia de la Calle, La Calle Records y separación del grupo
La experiencia en Europa entregó a Panteras Negras herramientas para la organización de comunidades hip hop y de centros culturales con apoyo económico estatal en Chile, como los talleres municipales entre 2002 y 2004. Esto permitió a Lalo ganarse un Fondart con Sex Manolex para implementar el taller "Encuentro de la Calle".
En 2003 Panteras Negras creó el sello independiente La Calle Records, y en colaboración con el sello Alquimia lanzaron Vanguardia de la Calle, un compilado que incluía composiciones de raperos emergentes.
La separación de Panteras Negras se produjo de forma progresiva: Juez y DJ Rata se retiraron para formar su propio grupo, HDM (Húsares De la Muerte), Pita se radicó en Bruselas tras un tour realizado en 2005 en Zaragoza y Bruselas (teniendo la oportunidad de generar lazos con Violadores del Verso) y luego Lalo y Chino Mákina se separaron tras una última presentación en Buenos Aires.

### Prodigios: el regreso de Panteras Negras
El 2011, los integrantes de Panteras Negras fueron invitados a telonear a Public Enemy el 24 de julio de ese año, junto a exponentes del hip hop nacional como Tiro de Gracia, Legua York y De Killtros.El grupo rearticuló en su formación a LB-1, Chino Mákina, DJ Rata en la formación principal, y al hijo de Lalo, Malcolm Meneses, en los beats y programación.
Entre los años 2011 y 2012, LB-1 y Chino Mákina grabarían los singles de lo que se convertiría un nuevo álbum de Panteras Negras, Prodigios, lanzado bajo el sello Oveja Negra y que también incorporaría la participación de DJ Rata, Sexmanolex y Malcolm Meneses.La formación incorporó también a Juez, quien había terminado de cumplir recientemente una condena de cárcel de 13 meses por porte ilegal de arma de fuego y receptación.
Como parte de la revisión de la trayectoria del grupo hasta el momento de su reagrupación, Lalo lanza el libro autobiográfico “Reyes de la Jungla. Historia visual de Panteras Negras” bajo la editorial Ocho Libros.

## Discografía
- Lejos del Centro (1990)
- Reyes de la Jungla (1993)
- Atacandocalle (1996)
- La Ruleta (1997)
- Hip-Hop Combatiendo (1999)
- Prodigios (2012)

## Otras ediciones
- El sonido de los suburbios (1993)
- Con el corazón aquí (1993)
- El Verdadero Rock Chileno (1994)
- Vanguardia de la Calle (2003)